# Semeru

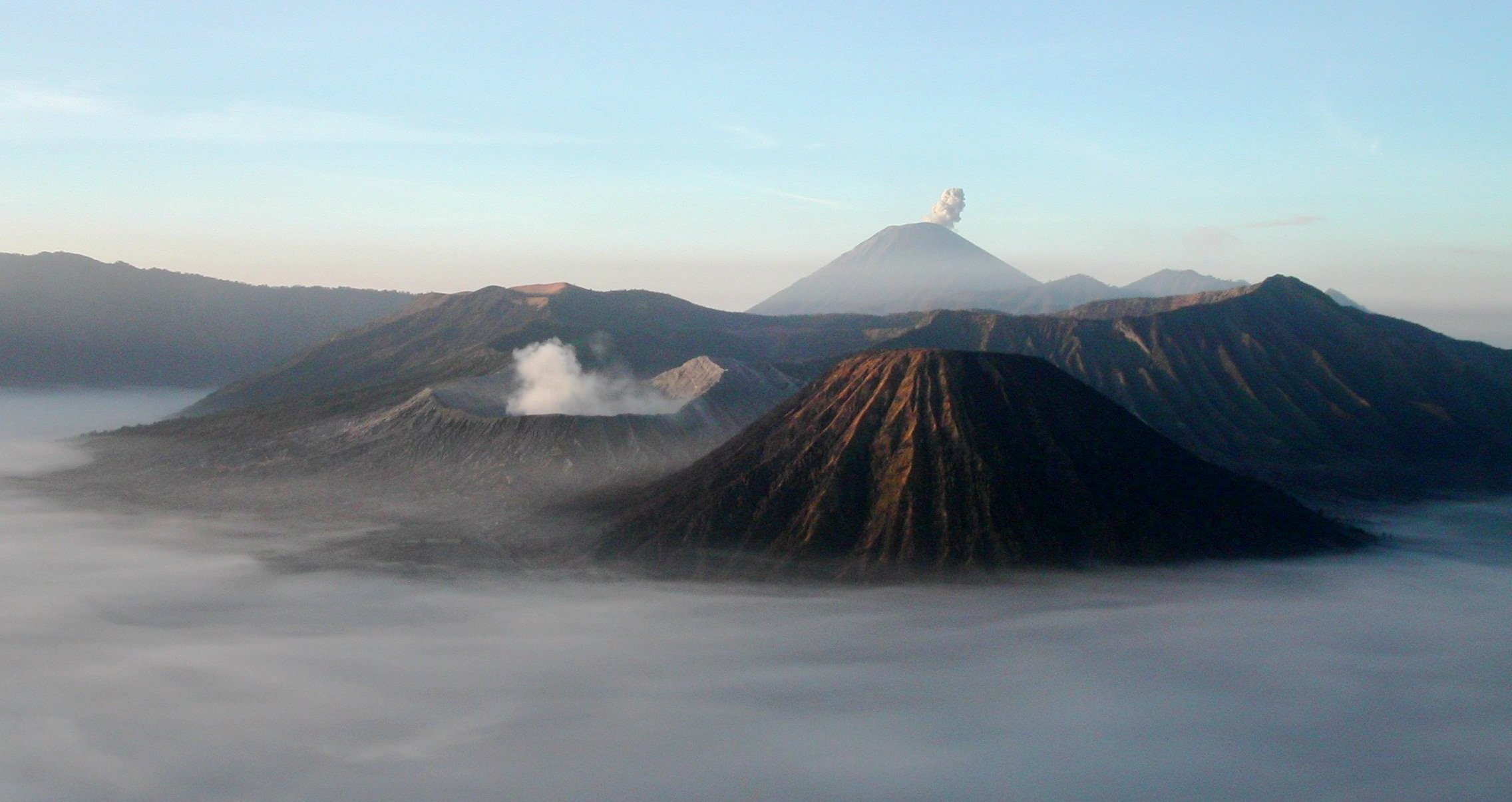
Wulkany: Bromo (na pierwszym planie, szeroki, dymiący krater) i Semeru (w tle)

Semeru (indonez. Gunung Semeru) – czynny wulkan we wschodniej części Jawy w Indonezji; zaliczany do stratowulkanów. Wysokość 3676 m n.p.m.. Jest najwyższym szczytem Jawy.
W ciągu ostatnich 200 lat zanotowano ponad 60 erupcji. Najsilniejsze miały miejsce w 1909 (ok. 600 ofiar śmiertelnych) i w 1981 (ponad 250 ofiar śmiertelnych, 16 zniszczonych wsi). Erupcje miały miejsce także w latach 2021 i 2022.
Wraz z pobliskimi wulkanami (m.in. Bromo) leży na terytorium Parku Narodowego Bromo Tengger Semeru.